# 5-羟基尿嘧啶
5-羟基尿嘧啶是化学式为C4H4N2O3的有机化合物，由5-溴尿嘧啶在弱碱性环境下水解产生。它也由胞嘧啶被活性氧类氧化、脱氨产生。它的存在不会影响DNA分子的结构，但会被误认为是腺嘌呤，因此可能是突变原。